# Chuyện rau quả
Chuyện Rau Quả (tiếng Anh: VeggieTales) là loạt phim hoạt hình dành cho trẻ em được tạo bởi Big Idea Productions có các loại rau hình người trong các câu chuyện truyền tải các chủ đề đạo đức dựa trên Kitô giáo. Loạt phim hoạt cũng được Hãng phim Phương Nam mua bản quyền và thuyết minh tiếng Việt phát hành tháng 12 năm 2011.

## Lịch sử
Loạt phim hoạt hình được tạo ra bởi Phil Vischer và Mike Nawrocki khi họ muốn tạo ra một loạt các video dạy trẻ em về những câu chuyện và bài học từ Kinh Thánh, trong khi làm cho nó vui vẻ và giải trí.
Phil ban đầu bắt đầu vào năm 1990 khi ông muốn sử dụng các thanh kẹo làm cơ sở. Tuy nhiên, vợ anh phản đối ý tưởng ảnh hưởng xấu đến trẻ em. Vì vậy, anh ấy đã vẽ một quả dưa chuột và nghĩ rằng đó là sự lựa chọn tốt nhất, rau. Anh ta chọn những đồ vật này vì anh ta dễ ước tính so với các nhân vật có tay chân, quần áo hoặc tóc vì những hạn chế trên đồ họa 3D trong những năm đầu thập niên 90.
Phil sau đó đã tham gia với Mike Nawrocki, người đã cộng tác với anh ấy trong các chương trình múa rối trong trường đại học Kinh thánh. Anh ấy đã thử làm một chương trình múa rối một lần, nhưng nó không bao giờ vượt qua khái niệm này. Cuối cùng, bản phác thảo Phil đã vẽ đã trở thành nền tảng cho Chuyện Rau Quả
Tên của nó xuất phát từ Mike Nawrocki, vì nó cảm thấy đó là một tiêu đề hay khi nói về rau đếm những câu chuyện.
Mặc dù Câu chuyện đồ chơi là bộ phim hoạt hình đầu tiên sử dụng hình ảnh máy tính cho phim, Chuyện Rau Quả là loạt phim hoạt đầu tiên sử dụng loại hoạt hình đó trước khi phát hành bộ phim.

## Tập
1. Câu chuyện từ khoai tây (tiếng Anh: Tales from the Crisper)
2. Nho nhăn nhó (tiếng Anh: The Grapes of Wrath)
3. Hàng xóm (tiếng Anh: Are You My Neighbor?)
4. Rack, Shack và Benny (tiếng Anh: Rack, Shack and Benny)
5. Dave và người khổng lồ (tiếng Anh: Dave and the Giant Pickle)
6. Larry Boy và kẻ nói dối ngoài không gian (tiếng Anh: Larry-Boy! and the Fib from Outer Space!)
7. Quý Cô Việt Quất (tiếng Anh: Madame Blueberry)
8. Larry Boy và cỏ dại đồn xa (tiếng Anh: Larry-Boy and the Rumor Weed)
9. Vua George và con vịt (tiếng Anh: King George and the Ducky)
10. Gã Viking nhân hậu (tiếng Anh: Lyle the Kindly Viking)
11. Gã người Anh với món trứng ốp la (tiếng Anh: Englishman with an Omelet)
12. Món quà cứu Giáng Sinh (tiếng Anh: The Toy That Saved Christmas)
13. Esther... Cô gái trở thành Nữ hoàng (tiếng Anh: Esther... The Girl Who Became Queen)
14. Josh và bức tường vĩ đại (tiếng Anh: Josh and the Big Wall!)
15. Ngôi sao Giáng Sinh (tiếng Anh: The Star of Christmas) (xuất bản thành hai nửa)
16. Khúc hùng ca Joe bé nhỏ (tiếng Anh: The Ballad of Little Joe)
17. Niềm hy vọng trong lễ Phục Sinh (tiếng Anh: An Easter Carol) (xuất bản thành hai nửa)
18. Thế giới Giải trí tự động (tiếng Anh: The Wonderful World of Auto-Tainment!)
19. Câu chuyện Snoodle (tiếng Anh: A Snoodle's Tale)
20. Võ sĩ Sumo (tiếng Anh: Sumo of the Opera)
21. Những bài hát cực kỳ ngốc nghếch (tiếng Anh: Very Silly Songs!)
22. Những chuyến đi xa (tiếng Anh: Larry's Lagoon)
23. Cuộc chiến bánh nướng (tiếng Anh: Duke and the Great Pie War)
24. Minnesota Cuke và cuộc tìm kiếm chiếc lược của Samson (tiếng Anh: Minnesota Cuke and the Search for Samson's Hairbrush)